# 騰達智能
騰達智能科技有限公司（除牌當時為0691.HK）-- 前香港主版上市公司，創辦於1993年，由前民營企業家許培新創立，主要業務屋宇智能設備。
公司由2002年8月23日起因被廉政公署調查，而被港交所停牌。

## 騰達智能案
在2002年至2003年期間，許培新串謀和其他有關人士偽造紀錄、做假帳、自製假印章等。而在2004年9月2日，法庭裁定許培新判入獄4年；而蔡雅娟判入獄3年半。

## 撤銷上市
最後本公司因未能向港交所提交復牌建議，而根據《香港聯合交易所有限公司證券上市規則》條例第17條，裁定本公司在2005年3月10日於上午9時30分撤銷上市。

## 外部連結
- 香港騰達智能因偽造收益判囚4年 大紀元 （页面存档备份，存于）
- 本公司通告
- 上海騰達科技有限公司 （页面存档备份，存于）